# Réarrangement de Criegee
Le réarrangement de Criegee est une réaction de réarrangement nommée d'après Rudolf Criegee. C'est une réaction organique où un alcool tertiaire est clivé en une cétone et un alcool primaire par oxydation organique à l'aide d'un peracide. L'acide le plus couramment utilisé est l'acide paranitroperoxybenzoïque car son anion est un bon groupe partant.

## Mécanisme réactionnel
Le mécanisme réactionnel de cette réaction présente de nombreuses similarités avec celui de l'oxydation de Baeyer-Villiger, où l'intermédiaire hydroxyperacide est d'ailleurs aussi appelé « intermédiaire de Criegee ». 
Le peracide forme dans un premier temps un perester avec le groupe alcool. L'un des groupes alkyls (R3), substituant de l'alcool tertiaire, migre du carbone porteur de l'ancienne fonction alcool vers l'oxygène de celle-ci, provoquant le départ de l'acide carboxylique et la formation d'un carbocation éthéré. Une étape d'hydrolyse permettra de former la cétone et l'alcool primaire finaux.
L'aptitude migratoire du groupe R3 est la plus forte pour un groupe tert-butyle, suivie par celle d'un groupe isopropyle, puis celle d'un groupe éthyle pour finir avec celle d'un groupe méthyle. Ceci peut sans doute être expliqué par le fait que lors du transfert, ce groupe porte une charge partielle positive qui est plus stabilisée par des groupes plus substitués. 

## Variantes

### Réarrangement consécutif de Criegee
Le réarrangement consécutif de Criegee est une variante du réarrangement de Criegee, se déroulant dans un milieu acide, et où un ester est formé à partir du carbocation. Cette possibilité ouvre la voie de multiples O-additions, menant éventuellement à la formation d'un orthoester.

### Réaction de Criegee
Dans la réaction de Criegee, un diol vicinal est clivé par le tétraacétate de plomb en cétone et acide acétique.